# تريفور غودارد
تريفور غودارد (بالإنجليزية: Trevor Goddard)‏ هو ملاكم وممثل بريطاني، ولد في 14 أكتوبر 1962 في كرويدون في المملكة المتحدة، وتوفي في 7 يونيو 2003 في شمال هوليوود ‏ في الولايات المتحدة بسبب جرعة زائدة.

## أعمال

### أفلام
- (1994) رجال الحرب
- (1995) مورتال كومبات[5][6][7]
- (1998) ارتفاع عميق[8]

## وصلات خارجية
- تريفور غودارد على موقع بوكس ريك (الإنجليزية) (registration required)
- تريفور غودارد على موقع IMDb (الإنجليزية)
- تريفور غودارد على موقع إن إن دي بي (الإنجليزية)
- تريفور غودارد على موقع قاعدة بيانات الفيلم (الإنجليزية)